# Anni 430
Gli anni 430 sono il decennio che comprende gli anni dal 430 al 439 inclusi.

## Eventi, invenzioni e scoperte
- 432 circa-463: San Patrizio evangelizza l'Irlanda. Scampato ai pirati irlandesi che lo avevano rapito a sedici anni, Patrizio si consacra all'evangelizzazione dell'Irlanda e, ordinato vescovo, inizia a fare apostolato cristiano fondando nell'isola chiese e monasteri.
- Composizione dei Saturnalia di Macrobio.